# Naturphilosophie
Die Naturphilosophie ist eine philosophische Disziplin, die sich mit der Deutung und Erklärung der Natur beschäftigt. Sie versucht, die Natur in ihrer Gesamtheit aufzufassen und in ihren allgemeinen wie partikulären Strukturen zu beschreiben, theoretisch zu erklären und zu deuten. Naturphilosophie thematisiert die Charakteristika und Bedingungen der Möglichkeit der aktuellen wissenschaftlichen und lebensweltlichen Naturauffassungen und geht deren gegenseitigen Abhängigkeiten (Interdependenzen) nach. Ihr Aufgabenfeld lässt sich, entsprechend der traditionellen Gliederung der Philosophie, dreiteilen in die Analyse von Natur als Inhalt bzw. Gegenstand theoretischer, praktischer und ästhetischer Urteile. Sie widmet sich seit der Moderne verstärkt dem Verhältnis zwischen verschiedenen Naturbegriffen.
Im europäischen Kulturkreis ist die ionische Naturphilosophie ein Ausgangspunkt der antiken Philosophie überhaupt. Die moderne systematische Naturphilosophie ist ein Teilgebiet der Ontologie und überschneidet sich mit der Philosophie der Physik, der Philosophie der Biologie, der Philosophie der Chemie und Philosophien anderer Naturwissenschaften bzw. umfasst diese als Teildisziplinen. Darüber hinaus umfasst Naturphilosophie – wenn man sie nicht im engen, 'analytischen' Sinne als Wissenschaftstheorie der Naturwissenschaften begreift – auch die Reflexion auf nicht-wissenschaftliche Naturauffassungen, in denen Natur kein kausales Wirkungsgefüge ist, sondern ein ästhetischer, symbolischer, ethisch-moralischer usw. Gegenstand.

## Begriffsbestimmung und Methode der Naturphilosophie

### Zum Begriff der „Natur“
Die europäische Naturphilosophie hat ihren Ursprung im antiken Griechenland. Das griechische Wort für Natur, „physis“, weist dabei zwei Verwendungsweisen auf. Zum einen bezieht sich physis auf die Gesamtheit aller von selbst entstandenen, nicht vom Menschen geschaffenen Dinge einschließlich ihrer späteren Veränderungen (z. B. durch Pflügen oder Ernten) sowie den Menschen selbst – dies aber erst seit dem 5. Jahrhundert v. Chr. Zuerst bedeutete (das vom Verbum „phyein“ – „wachsen (lassen)“, „entstehen“ – abgeleitete Nomen) physis die Natur von etwas, sein Wesen, die Essenz einer Sache. Dabei wurde das Dynamische, das innere Prinzip des Wirkens, etwa der Bewegung, betont. Es geht um Prinzipien der Entfaltung, des Erscheinens und des Wandels. Dies berührt insbesondere das Phänomen des Lebens. Die Bestimmung des Wesens des Menschen wird in der philosophischen Disziplin der Anthropologie behandelt, die – zumindest sofern mit „Wesen“, die „Natur“ oder physis gemeint ist – auch als ein Teilgebiet der Naturphilosophie verstanden werden kann. Auch die Grundlagen der menschlichen Natur für die Ethik, z. B. die Tugenden als natürliche Dispositionen, gehören zur Naturphilosophie.
Der Ausdruck „Natur“ und entsprechende Ableitungen („natürlich“, „naturwüchsig“, u. a. m.) werden immer im Gegensatz zu einem anderen Seinsbereich (z. B. Kunst/Artefakte), Prinzip (z. B. Freiheit) oder Vermögen (z. B. Vernunft) bestimmt – oftmals als Gegensatz zu „Kultur“ –, insofern letztere sich auf Artefakte bezieht, die durch menschliche Kunst oder Technik hervorgebracht sind (materiale Kultur). So hatte schon Aristoteles (Physik II 192b) das Natürliche und das Künstliche bzw. physis und techné gegenübergestellt.
Eine weitere häufig anzutreffende Gegensatzbildung ist die von „Natur“ und „Übernatur“, die typisch für das christliche Mittelalter ist (u. a. bei Bonaventura): Natur galt als durch Gottes Eingreifen auch immer wieder von außen veränderbar.
Während beispielsweise die neuzeitliche Naturphilosophie auf Objekte und Methodik naturwissenschaftlicher, empirischer Erkenntnismöglichkeiten verpflichtet ist, galt dies nach einer klassischen Unterscheidung für die spezielle Metaphysik nicht. Diese diskutiert vielmehr Thematiken wie Seele, Emanation, Gottheit und Göttliches. Unterschiedliche Klassiker ziehen diese Grenze aber unterschiedlich streng. Aristoteles beispielsweise unterscheidet als zwei Werke, Disziplinen und Gegenstandsbereiche die „Physik“ und die „Metaphysik“, behandelt nach heutiger Wissenschaftssystematik aber in der „Physik“ auch Themen der Ontologie und in der „Metaphysik“ auch naturwissenschaftliche Themen – etwa solche der Kosmologie. 
Im griechischen Denken gab es keine strikte Trennung zwischen „Natur“ und Übernatürlichkeit. Vielmehr hat jede Naturbeschaffenheit zureichende, metaphysische Gründe, zu denen sie in einer Abhängigkeitsbeziehung steht und aus denen ihr natürliches Entstehen und Werden, ihre Prozesse und vielfältigen Vorkommen erklärt werden müssen. Das sind allem voran – wenn auch in völlig unterschiedlichen Akzentuierungen – die ›Vorbild-Abbild‹-Beziehung in Platons Naturbegriff des Timaios, und die ›Materie-Form‹-Gegensätzlichkeit in den ersten Büchern der Physik-Vorlesung von Aristoteles. Bei den Atomisten unter den antiken Griechen (Leukipp, Demokrit, Epikur) fällt Übernatürliches mit der „materiellen Natur“ zusammen, finalistische Ursachen und Zwecke werden angezweifelt.

### „Naturphilosophie“ bzw. „Philosophie der Natur“
Der deutsche Ausdruck „Philosophie der Natur“ kommt erst im 18. Jahrhundert auf und ist eine Übersetzung von dem seit der Antike gebrauchten lateinischen Ausdruck philosophia naturalis, der traditionell für die Lehre von den sinnlich wahrnehmbaren Dingen gebraucht wurde. Er wird im Deutschen einerseits sehr weit verwendet, so dass er beispielsweise anthropologische und phänomenologische Spekulationen zum Verhältnis von Mensch und Natur überhaupt mit umfasst, andererseits wird mehr und mehr eine enge Verwendung üblich, wie sie sich im englischsprachigen Raum schon lange etabliert hat. Demnach bezeichnet „Philosophie der Natur“ den Teilbereich der theoretischen Philosophie, welcher sich mit der Struktur der Natur inklusive der Interpretation unserer besten wissenschaftlichen Theorien darüber befasst. In beiden Verwendungsweisen ist oft ein Unterschied zur Verwendung des Ausdrucks „Wissenschaftstheorie“ üblich. „Wissenschaftstheorie“ bezieht sich dann auf allgemeinere erkenntnistheoretische (epistemologische), methodologische und spezifische Fragen zu Struktur und Wesen wissenschaftlicher Erkenntnis überhaupt. Da im Englischen „science“ oft im engen Sinne von rein naturwissenschaftlicher Forschung verstanden wird und andere Wissenschaften beispielsweise als „humanities“ bezeichnet werden, kann „Wissenschaftstheorie“ aber so verwendet werden, dass Themen der Philosophie der Natur mit umfasst werden.

## Historische Entwicklung

### Antike
Die Anfänge der Naturphilosophie liegen in der griechischen Antike. Die Vorsokratiker suchten nach allgemeinen, konstanten Konstitutions- und Erklärungsprinzipien der Erscheinungswelt. Dabei wurden meist ein oder mehrere einheitliche materielle Prinzipien angenommen, die einen gemeinsamen Ursprung (arché) bilden. Thales von Milet führte dazu das Wasser an, Anaximenes die Luft, Empedokles vier Elemente. Leukippos und Demokrit postulierten kleinste Teilchen: Atome. Anaximander sprach von einem Apeiron (das Unbestimmte), was eventuell mit Feuer oder Äther in Verbindung zu bringen ist. Insbesondere versuchten die Vorsokratiker die Ursachen der Bewegung der Himmelskörper zu bestimmen, was zur Entwicklung der Astronomie im antiken Griechenland führte. Auch Xenophanes, Heraklit und Anaxagoras gehörten zu den führenden Philosophen in der antiken, etwa die Zeit von 600 bis 450 v. Chr. umfassenden Periode der Naturphilosophie.
Viele griechische Philosophen, zuvorderst Aristoteles, schrieben eine Abhandlung mit dem Titel Über die Natur (perì phýseōs). Aufgabe der Naturphilosophie ist nach Aristoteles die Betrachtung der sinnlich wahrnehmbaren Substanzen, insofern sie bewegt und begrifflich erfassbar sind. Aus dieser Tradition entwickelte sich der Begriff Physik (enthalten auch in Werktitel wie Physica) als Inbegriff der späteren Naturwissenschaften, wenngleich die antiken Denker einen weiten Naturbegriff hatten. Zenon von Kition grenzt einen auf die Natur bezogenen Teil der Philosophie von Logik und Ethik ab. Diese Einteilung lässt sich über Cicero bis hin zu Augustin und Isidor von Sevilla nachweisen.
Gegenstandsbereiche antiker Naturphilosophie waren u. a. Themen der Mathematik, Astronomie und Astrologie, Kosmologie, Physik, Geographie, Psychologie, Medizin, Botanik und Zoologie.

### Chinesische Naturphilosophie
Die von den Chinesen betriebene Naturerforschung war im Unterschied zur griechisch-abendländischen Naturwissenschaft weniger durch rational-objektive Kausalbetrachtung, sondern durch die Suche nach universellen Seinszusammenhängen in Übereinstimmung mit den Lehren von Laozi und Konfuzius und der Vorstellung vom Weltganzen (Dao) geprägt. Bereits mindestens um 1000 v. Chr. war eine Fünf-Phasen- bzw. Fünf-Elemente-Lehre ausgeprägt (Wu Xing), die mit Wasser, Feuer, Holz, Metall und Erde die Grundbegriffe der chinesischen Kosmologie benennt: Der Himmel erzeugte zunächst das Wasser, die Erde das Feuer. Dieses sind die beiden reinsten Elemente, Holz und Metall die schwersten und unreinsten. Im All existierte anfänglich nur die vermischte Urmaterie aus ruhendem und bewegendem Prinzip; diese bewegte sich und wirbelte hin und her. Die unreinen Stoffe sammelten sich im Mittelpunkt; so entstand die Erde (das ruhende Prinzip). Die reineren Bestandteile der Urmaterie wurden zu Himmel, Sonne, Mond und Sternen und bewegen sich ewig im Kreis um die Erde (das bewegende Prinzip).
Mit der Entwicklung der Technik zur Zeit der streitenden Reiche wurde diese Lehre zu einer dynamischen Lehre des Wandels der Natur und der Elemente ausgebaut. Das Holz nährt das Feuer, das Feuer erzeugt Asche (Erde), die Erde bringt Metalle hervor, diese lösen sich im Wasser und nähren die Pflanzen (Holz). Dieser Zyklus wird zugleich als Zyklus der Jahreszeiten interpretiert: Das Element Wasser markiert den Beginn der Dynamik und entspricht dem Winter.
Charakteristisch für den Daoistischen Waidan (die chinesische Form der Alchemie) war die Suche nach dem Unsterblichkeit garantierenden Lebenselixier, die in vorchristlicher Zeit einsetzte und etwa seit dem 9. Jahrhundert durch den Neidan, die sog. „innere Alchemie“ (eine innere Erleuchtungsmystik, die den Geist über die Welt setzt) ergänzt bzw. ersetzt wurde, die sich mit der Fünf-Phasen-Lehre verband. Diese praktische Lehre bestand vor allem aus geistigen und Visualisierungstechniken, Atem- und Enthaltsamkeitsübungen; der Übergang zur Medizin und zu anderen Formen der Meditation und Askese ist fließend.
Der Quantenphysiker Niels Bohr ließ sich von der Yin-Yang-Komplementarität des konfuzianischen I Ging inspirieren und lernte die Intuition als Erkenntnismittel zu schätzen.

### Arabisch-persische Naturphilosophie
Das Ziel der arabischen Naturphilosophie war es, das Gesamt des Kosmos einschließlich aller metaphysischen Fragen in ein durchrationalisiertes System zu bringen und nach dem Vorbild der späthellenistischen alexandrinischen Philosophie Neuplatonismus und Aristotelismus zu verschmelzen – freilich immer mit dem Ziel der „Verähnlichung mit Gott“. In den heißen Ebenen Arabiens ist die Idee des Göttlichen nicht mit der Vorstellung des Feuers oder der Sonne verbunden, sondern mit der des Lichts – genauer: mit der Klarheit des kühlen Mondlichts (nūr). Zu den frühen Rezipienten der aristotelischen Naturphilosophie und Kritikern des Platonismus zählte al-Kindī, der auf Basis seiner optischen Studien dem Licht eine zentrale Rolle beim Wissenserwerb beimaß.
Seit dem 12. Jahrhundert machte sich der Einfluss der rational argumentierenden, den Zweifel als Methode einsetzenden arabischer Arztphilosophen auf die lateinische Scholastik bemerkbar. Der persische Arzt, Naturforscher und Philosoph Avicenna hielt trotz zahlreicher methodisch sorgfältiger Einzelstudien von Naturphänomen im Wesentlichen an der Metaphysik des Aristoteles fest, unterschied aber deutlicher zwischen Wesen und Existenz der Dinge. Seine Ablehnung des arabischen Platonismus hatte einen gewissen Einfluss auf den Universalienstreit der mittelalterlichen christlichen Philosophie: Die Materie gehe nicht aus Gott hervor, es gebe also keine Schöpfung in der Zeit, und Gott zeige keinerlei Interesse an den Einzeldingen und -ereignissen. Seine Naturbeobachtungen versuchte er dennoch mit Aussagen des Korans zu unterlegen.
Doch vor allem erst durch die Kommentare des Averroes, der oft als Begründer einer frühen arabischen oder islamischen Aufklärung gilt, gelangten im 12. Jahrhundert die Arbeiten des Aristoteles über Córdoba in den Westen. Im Unterschied zu Avicenna machte Averroes der orthodoxen islamischen Theologie keine Zugeständnisse: Für ihn war die Welt nicht spirituell und ihre Existenz nicht nur eine Möglichkeit; ihre Existenz sei notwendig, die Materie sei ewig und es gebe keine Creatio ex nihilo. Averroes rettet so den Kausalitätsbegriff vor dem religiösen Dogma absoluter Kontingenz, der Erschaffung jedes einzelnen Aktes durch Gott.
Allerdings verdrängten Orthodoxe und Mystiker wie al-Ghazālī bald die Suche nach Gesetzen und Ordnung der Natur – speziell die „griechische“ Physik – aus dem Curriculum der islamischen Schulen, da sie die Leugnung der absoluten Freiheit und Allmacht Gottes impliziere. Die auch von al-Ghazālī inspirierte persische Illuminationsphilosophie des 12. Jahrhunderts, die bis ins 20. Jahrhundert nachwirkte, zählt nicht eigentlich zur Naturphilosophie, obwohl die Begriffe Licht und Erleuchtung in ihr eine große Rolle spielen; sie stellt vor allem die sich auf Aristoteles berufende Erkenntnistheorie durch die Betonung der Bedeutung spontan-intuitiver Erkenntnis in Frage.
Adelard von Bath wurde mit seiner Forderung, mehr auf die Beobachtung der Natur als auf die Überlieferung zu setzen, von der von ihm übersetzten arabischen Literatur beeinflusst; auch Wilhelm von Conches und Siger von Brabant forderten, diese forschende und zweifelnde Haltung einzunehmen.

### Mittelalter
Johannes Scottus Eriugena bezeichnet die gesamte Wirklichkeit, also Gott und die Welt, die seienden und die nichtseienden Dinge als „Natur“. Das durch Sinneswahrnehmung (die raum-zeitlicher Veränderung unterliegenden Naturdinge) oder gedanklich Erfassbare (die Ideen) bezeichnet er als seiend, das den Sinnen und auch dem Intellekt Unzugängliche als nichtseiend. Die Eigenschaften werden der Materie von Gott verliehen. Während der Artifex, der Handwerker oder Künstler, ihre Eigenschaften zur Anschauung bringt, muss der Philosoph sie diskursiv beweisen.

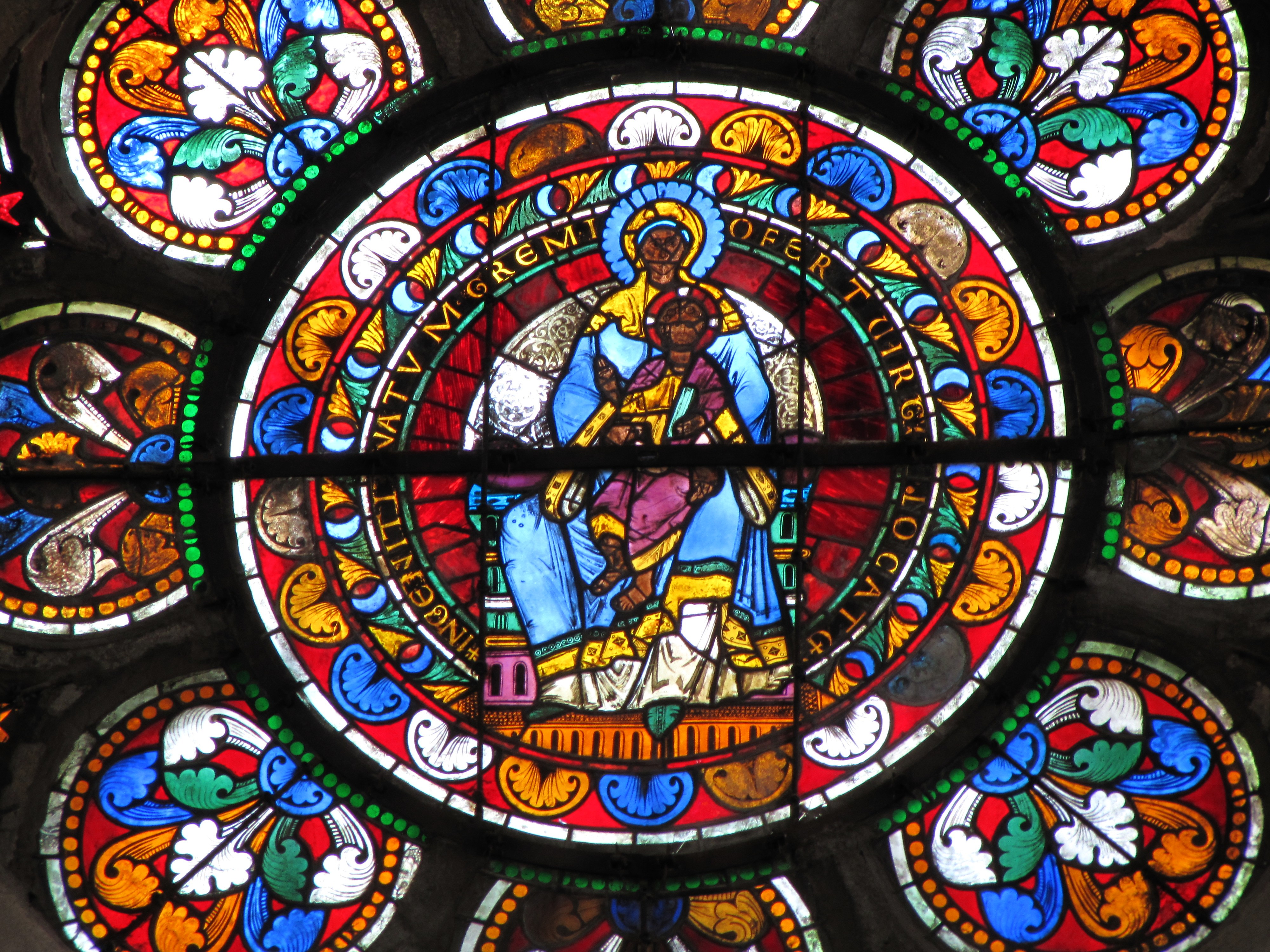
Frühes Bleiglasfenster um 1190 (Saints-Pierre-et-Paul, Wissembourg, Elsass)

Wilhelm von Conches entwickelte eine Theorie der Elemente, die an der Atomtheorie Demokrits orientiert war. David von Dinant († nach 1215) entwickelte als erster ein eigenes naturphilosophisches System in Form eines pantheistischen Materialismus, wonach die „Substanz“ mit Gott identisch und als Ursprung aller Körper „Materie“, als Ursprung aller Seelen „Geist“ heißt. Jedoch entwickelte sich im 12. Jahrhundert mit einer neuen Auslegung des christlichen Platonismus – ausgehend von der Bischofsschule von Chartres – eine Lichtmetaphysik mit mystischen Zügen, die zu einer Hierarchisierung der Materie führte. Insofern diese auf Farbe und Licht zurückgeführt wurde, stand der intransparente Stein auf der untersten Stufe, gefolgt von den unedlen und edlen (glänzenden) Metallen; das transparente Glas stand darüber, während das reine Licht die höchste Stufe verkörperte. Dieses Programm der Entstofflichung der Materie fand seinen ästhetischen Niederschlag in der gotischen Baukunst und wurde in der leuchtkräftigten Goldgrundmalerei fortgesetzt.
Ein für die Entwicklung der Naturphilosophie wichtiger Streitpunkt der Zeit war die Frage nach dem Zusammenspiel von Herz, Leber und Gehirn im menschlichen Körper. David von Dinant gelangt zu einer physiologischen Theorie des Traums, wobei er an Aristoteles Lehre von der überragenden Funktion des Herzens im Körper anknüpft. Trotz eines Verdikts auf der Synode von Paris 1210, durch das auch die Philosophie Davids ebenso wie die gerade erst übersetzte Naturphilosophie des Aristoteles aus dem Unterricht verbannt wurde, kam es einige Jahrzehnte später unter dem Einfluss der Schriften des Averroes zu einer Anerkennung des Primats der Naturphilosophie. Roger Bacon kommentierte als einer der ersten die libri naturales des Aristoteles und fordert, dass Schlussfolgerungen der Naturphilosophie experimentell überprüft werden sollen. Unabhängig davon trat Robert Grosseteste für eine enge Verbindung mathematischer und naturphilosophischer Betrachtung ein. Für Albertus Magnus war die Naturphilosophie, die von den natürlichen beweglichen Körpern handelt, neben Metaphysik und Mathematik eine von drei wichtigen Teilen der Realphilosophie. In der Naturphilosophie versuchte er, die unsystematisch überlieferten Schriften des Aristoteles in eine Ordnung zu bringen. Für Thomas von Aquin sind Naturphilosophie und Naturwissenschaft Synonyme; deren Gegenstand bildet das bewegliche Seiende, nicht der bewegliche Körper wie bei Albertus.
Wilhelm von Ockham reduziert die physische Realität auf Individualdinge, Substanzen und Qualitäten. Quantität, Bewegung, Raum und Zeit besitzen für ihn aber keine beobachtbaren physikalischen Referenzobjekte; er verliert sich daher in sophistischen Kalkulationen, ohne ein wirkliches Verständnis der Natur zu erlangen. Johannes Buridan entwickelt eine antiaristotelische Impetustheorie, die bahnbrechend auch für das Verständnis der Bewegung der Himmelskörper wurde, insofern sie die Annahme eines intelligenten Bewegers verwirft. Die Einsicht von Nikolaus Cusanus, dass das Universum keine auffindbaren Grenzen besitze, auch wenn es nicht unendlich sei, dynamisiert das gesamt Weltbild und führt zur Verwerfung der Annahme von der Erde als einem stabilen Zentrum des Universums. In einem solchen Universum gibt es kein ruhendes Bezugssystem, also auch keine absolute Bewegung. Zugleich beschreibt er eine erfahrungswissenschaftliche Methodik, die andeutet, dass die exakte Naturwissenschaft an die Stelle der Naturphilosophie treten wird.
Vor allem Nikolaus von Autrecourt versucht verschiedene Aspekte der Naturphilosophie des Aristoteles zu widerlegen. Er kritisiert den Gedanken des Werdens und Vergehens der Materie und postuliert ihre Unzerstörbarkeit; er behauptet die Existenz des Vakuums und sieht das Licht als einen Teilchenstrom an.

### Jüdische Naturphilosophie
Die jüdische Naturanschauung, die stets an die Theologie gebunden blieb, war durchdrungen von der Erwartung des bevorstehenden Weltendes. So kritisierte sie einerseits die „griechische Weisheit“, die bloße Vernunft, die schon im Talmud verflucht und der jüdischen Offenbarung gegenübergestellt wird – ein Konflikt, der bis ins 18. Jahrhundert virulent blieb. Andererseits rezipierte sie frühzeitig die hellenistische Philosophie und später auch die Werke des Aristoteles.
Philon von Alexandria, ein Vertreter der Philosophenschule von Alexandria und Vermittler zwischen griechischer und jüdischer Philosophie, vertrat die Lehre von der völligen Trennung von geistiger Welt (kosmos noêtos) und sinnlich wahrnehmbarer Welt (kosmos aisthetos). Gott sei durch die Menschen in der sichtbaren Welt nicht erkennbar. Das Geistige werde allein durch das Licht repräsentiert. Jedoch sind für die jüdische Theologie und Philosophie Gott und (der heilige) Raum eng verbunden, was sich aus der göttlichen Allgegenwart (Schechina) ergibt: Gott ist der Ort des Universums, er ist in der gesamten Natur unmittelbar präsent – ein Gedanke, der auch die Alexandrinische Philosophie prägte. Schließlich wird der Raum auch mit dem Licht gleichgesetzt. Das Licht ist in der Sprache der Kabbala das Allerheiligste: Das unendliche heilige Eine, dessen Licht das ganze Universum erfüllte, zog sich auf sich zurück und schuf dadurch den leeren Raum. Deutsche Mystiker wie Paracelsus, aber auch Tommaso Campanellas Theorie der fünf Welten wurde von dieser Denkweise wesentlich beeinflusst.

### Frühe Neuzeit
Auch bei grundsätzlich empiristischer Ausrichtung kam es in der frühen Neuzeit immer wieder zum Rückgriff auf ältere Theoreme und zur Kritik am Vorrang des Bewegungsbegriffs der aristotelisch geprägten Naturphilosophie. Bernardino Telesio versuchte, die aristotelische Philosophie der Materie und Form durch eine dynamische Theorie antithetischer Kräfte zu ersetzen. Diese Kräfte identifizierte er in seinem Hauptwerk De natura rerum natura juxta propria principia (1565) mit Wärme, die vom Himmel kommt, und Kälte, die von der Erde herrührt. Seine Lichtphilosophie wird zu einem Vorläufer der Aufklärung.
Giordano Bruno bestritt die Autorität der Bibel in allen naturphilosophischen Fragen und öffnete das Feld für die astronomische Forschung. Mit dem Aufstieg Englands und Hollands zu Handelsgroßmächten rückte der Fokus des Philosophierens endgültig von der Betrachtung der Harmonie der Welt zum praktischen Aufbau neuer Welten. Der in dieser Zeit führende englische Philosoph Francis Bacon entwickelte einen Begriff von Naturphilosophie, der sowohl theoretisch-spekulative Elemente als auch praktisch-technische Aspekte umfasste. Der spekulative Teil der Naturphilosophie wird weiterhin mit Hilfe aristotelischer Kriterien untersucht, die experimentell verfahrende Naturphilosophie versucht, aus dem Experiment Kausalursachen zu identifizieren und mit Hilfe kausaler Erklärungen neue Experimente zu deren Überprüfung zu generieren. Dabei steht die Nutzanwendung der Naturphilosophie im Vordergrund. Im Kapitel XI seines Buches The Wisdom of the Ancients, das den Titel Orpheus, or Philosophy. Explained of Natural and Moral Philosophy trägt, entwirft er einen neuen Orpheus-Mythos, in dem Orpheus als Metapher für eine Philosophie steht, die sich – von ihren traditionellen Aufgaben überfordert – den menschlichen Werken zuwendet, den Menschen die Tugend lehrt und sie anleitet, Häuser zu bauen und ihre Felder zu bestellen.
Thomas Hobbes verwirft die spekulativ-metaphysischen Grundlagen der Naturphilosophie vollständig. Stattdessen solle sie sich auf die mathematischen Voraussetzungen konzentrieren. Ihren Niederschlag finden diese Tendenzen im Programm der Royal Society.
Doch blieb die Naturphilosophie bis zur Zeit Newtons insgesamt dadurch gekennzeichnet, dass sie über die Erklärung der Natur hinausgehenden höheren Zielen dienen sollte: ihr Wert lag dem schottischen Mathematiker Colin Maclaurin zufolge (1748) darin, dass sie „eine sichere Grundlage einer natürlichen Religion und einer Moralphilosophie legt. Und dass sie uns […] zur Erkenntnis des Schöpfers und Lenkers des Universums leitet“. Noch Isaac Newton rehabilitierte das theologische Interesse an den Forschungsergebnissen und suchte nach einer nicht rein mechanischen „Ersten Ursache“, wogegen sich zuerst George Berkeley wandte. David Hume, Giambattista Vico und andere bestritten – von verschiedenen Positionen ausgehend – den Wert einer Beweisführung auf geometrische Art, wie sie Descartes als ideale Methode postuliert und für das Zeitalter des Barock zum Leitparadigma wurde: Sie sei zum Verständnis einer nicht von Menschen geschaffenen und daher von ihnen nicht verstehbaren Welt ungeeignet.

### Aufklärung, Klassik und Romantik
Die Naturphilosophie der Aufklärung wurde einerseits wesentlich durch die Erforschung der Elektrizität und des Lichts sowie durch neue medizinische Erkenntnisse stimuliert (siehe Aufklärung und Naturphilosophie), andererseits durch die Weiterentwicklung des erkenntniskritischen Apparats. Dieser entwickelte sich vor dem Hintergrund des schwindenden Vertrauens in die Vorstellung, dass Gott dem Menschen von Geburt an die Ideen eingepflanzt habe, die mit der Natur korrespondieren und ihn so zur Naturerkenntnis befähigen. Wenn dies nicht der Fall war, musste erklärt werden, wie die Umwelt in den Kopf der Menschen gelangte.
Kant macht die Philosophie zur Kontrollinstanz der Gewinnung von Erkenntnissen über die Natur. Er untersucht in seiner Kritik der reinen Vernunft die grundsätzlichen Entwürfe des Subjekts, die eine Naturerscheinung als Objekt möglicher Erkenntnis ausweisen. Gestützt auf seine Kenntnis des Newtonschen Systems, der Einwände Humes gegen die Möglichkeit, aus vergangenheitsbezogenen Beobachtungen naturwissenschaftliche Gesetze abzuleiten und in Abgrenzung zu rationalistischen Theorien wie der von Christian Wolff schließt er, dass die Newtonsche Mechanik, die präzise Voraussagen der Himmelsbewegungen erlaubte, weder mathematisch-mechanisch herzuleiten noch allein durch empirische Untersuchungen bestätigt werden konnte. Er scheidet eine Reihe von Theorien als a priori unzulänglich beziehungsweise ungeeignet aus und gelangt zu der Notwendigkeit synthetischer a-priori-Urteile als Voraussetzung der Naturforschung. Diese – so Wolfgang Stegmüller – könnte man heute als „methodologische Prinzipien“ deuten, die aber ebenfalls nicht empirisch begründet wären, sondern apriorisch festgesetzt werden müssten.
In Kants Metaphysik der Natur (Metaphysische Anfangsgründe der Naturwissenschaft) wird die Objektivität der Naturgegenstände hingegen vorausgesetzt. Darin werden vier Perspektiven auf den Materiebegriff entworfen: die Phoronomie (die Lehre von der mathematischen Konstruktion von Gesamtbewegungen aus Teilbewegungen), die Dynamik (die Lehre von der begrenzten Teilbarkeit und Elastizität der Materie, den auf sie wirkenden Attraktions- und Repulsionskräften und ihrer dadurch bedingten Dichte), die Mechanik (die Lehre von der Relativität der Bewegung) und die Phänomenologie (die Lehre von der Materie als Erfahrungsgegenstand). Mit dieser dynamischen Theorie der Materie löst sich Kant vom mechanistisch-mathematischen Modell der Erklärung ihrer Bewegung durch äußere Kräfte, wie es im Barockzeitalter dominierte: Attraktion und Repulsion sind der Materie ursprünglich innewohnende Kräfte; was bereits Rugjer Josip Bošković auf der Grundlage einer mathematisch weiterentwickelten Monadologie postuliert hatte. Kant wandte sich jedoch gegen den Versuch Spinozas, aus der Natur „ein verständiges Wesen zu machen“ bzw. Gott mit der Natur gleichzusetzen („Deus sive Natura“). Lebendige Gebilde sind nach Kant nur so zu verstehen, „als ob“ sie sich zweckmäßig verhielten; sie alle sich selbst organisierenden Wesen verkörpern einen „Naturzweck“.
Im Zeitalter des Klassizismus (um 1770–1830) und der Romantik wird – oftmals aus spinozistischer Perspektive – eine spekulative Einheit von Natur und Geist entworfen. Diese Tendenz kennzeichnet die Naturphilosophie u. a. – in unterschiedlicher jeweiliger Ausrichtung – von Goethe, Schelling und Hegel. Schellings Naturphilosophie stellt den Versuch dar, die Kantische Position zu überwinden, die vom Standpunkt der Identität von Vernunft und Natur als reflexionsphilosophisch bezeichnet wird. Er erhebt den Anspruch, eine im substantiellen Gesetztsein des Lebendigen gründende „positive“ Philosophie zu entwickeln, die im Gegensatz zu einer rein „negativen“, im Begriff verharrenden, Transzendentalphilosophie Seinsaussagen über die Naturerscheinungen macht. Die Naturphilosophie hat für ihn den Stand einer Fundamentallehre. Leitendes Motiv ist die Entstehung des Ganzen einer Naturerscheinung aus dem Kampf polarer Gegensätze. So ist der Magnet die Einheit des Kraftfeldes, welches aus der Polarität der entgegengesetzten magnetischen Pole resultiert. Dieser Gedanke wurde von dem Physiker Ørsted, einem Schüler Schellings, zur Akzeptanz gebracht und technisch verfügbar gemacht.
Auch in Hegels Werk nimmt die Naturphilosophie eine bedeutende Stellung ein. Wie Schelling, dessen Naturphilosophie am Anfang des 19. Jahrhunderts eine neue Epoche einleitete, wollte er das reflexionsphilosophische Denken überwinden. Die Hegelsche Naturphilosophie bildet den mittleren Teil seines enzyklopädischen Systems, dessen erster Teil die Logik oder Kategorienlehre und dessen dritter Teil die Philosophie des Geistes ausmacht. Aufgabe der Naturphilosophie ist nach Hegel die „begreifende Betrachtung“ der Natur, wozu auch die Analyse der Grundkategorien der Naturwissenschaften (Raum, Zeit, Bewegung, Beschleunigung, Gravitation in Anlehnung an Galilei und Newton, ferner Licht, Leben usw.) gehöre, und zwar „nach der Selbstbestimmung des Begriffs“, also als Begriffe im absoluten Sinn, nicht als empirische Beschreibungen. Hegels Kritiker sehen dies als methodische Schwäche seiner Ausarbeitung an. Weiterhin bestimmt er die Natur als die „Idee in der Form des Andersseins“. Der Zusammenhang der nebeneinander und nacheinander vorkommenden natürlichen Ereignisse wird durch „Notwendigkeit und Zufälligkeit“ bestimmt. Während dem Geist absolute Notwendigkeit eignet, überlässt die Natur die Ausführung des Besonderen äußerer Bestimmbarkeit. Keines des Produkte der Natur kann daher seinem eigenen Begriff vollkommen adäquat sein. Hegel entwickelt die dynamische Theorie der Materie bei Kant und Schelling mit ihrer Annahme einer polaren Spannung bei Kant und Schelling weiter zu einer dialektischen Theorie der sich auseinander entwickelnden Naturgestalten und versucht damit ein Fundament für die positiven Wissenschaften zu legen. Auf einer höheren Stufe als derjenigen der Gestaltbildung der Körper sei die Kontraktion als „Schwere“, die Expansion als „Licht“ anzunehmen. Das Licht als selbstständiges Wesen erfordere eine besondere Wissenschaft, die der Optik, das Wesen des Klangs die Akustik. Weitere Themen sind Wärme, Elektrizität und der chemische Prozess. In der Individualität des tierischen Organismus tritt die Subjektivität hervor, die in der Koordination der Glieder im Rahmen eines Ganzen deutlich wird.
Für Fichte galt die Natur als kein eigentlicher Gegenstand der Philosophie, sondern als Gegenstand menschlicher Erkenntnis und menschlicher Projekte. Insofern kann man seine Grundlage der gesamten Wissenschaftslehre allenfalls als Vorläufer eine Philosophie der (Natur-)Wissenschaften bezeichnen.
Die Romantik ist in ihren Naturbegriffen durch drei Tendenzen gekennzeichnet: zum einen eine Auslagerung der Naturbetrachtung in den Bereich der Ästhetik, zum anderen eine vor-materialistische Aufhebung der Natur im Konzept der Produktivität (vgl. Schellings Ausprägung des Konzeptes einer natura naturans, das von Averroes bzw. Michael Scotus geprägt worden ist); schließlich durch eine Reaktion gegen das sich durchsetzende wissenschaftstheoretische Programm der neuzeitlichen Naturwissenschaft. Nicht entlang der vom Verstand gesetzten Regeln sollen die Naturtatsachen konstruiert werden, sondern vom Standpunkt der ungezwungenen Erfahrung und produktiven Einbildungskraft sollen sie ganzheitlich erfasst werden, so der Physiologe Johannes Müller. Alexander von Humboldt orientiert sich an der Idee des Kosmos als Leitfaden der Naturbeschreibung: die Einzelheiten sind nur im Rahmen einer Totalität interpretierbar. Auch die Entdeckung des Energieerhaltungssatzes durch Robert Mayer in den 1840er Jahren basiert auf seiner Annahme, dass mechanische Energie und Wärme auf ein gemeinsames Kraftprinzip zurückzuführen seien, dass quantitativ unzerstörbar, aber qualitativ wandelbar sei. Gleichzeitig gewannen esoterische Ideen selbst unter naturwissenschaftlich Gebildeten an Bedeutung. So war Franz von Baader, Bergbauingenieur, Industriepionier und Naturphilosoph ein wichtiger Vertreter der Theosophie.
Ein Vorläufer der modernen Phänomenologie und analytischen Philosophie war der Prager Mathematiker, Philosoph und Priester Bernard Bolzano mit seiner vierbändigen Wissenschaftslehre. In seinem umfangreichen Werk bearbeitete er auch Fragen der Logik, Ästhetik und Ethik.

### Ab Mitte des 19. Jahrhunderts
Anders als im Deutschen Idealismus erschien im aufkommenden Materialismus mit Karl Marx und Friedrich Engels eine Naturphilosophie als verzichtbar. Sie interessierten sich vor allem für die Prozesse, durch die sich der Mensch aus seinem natürlichen Umfeld heraushebt: durch die Produktion seiner Lebensmittel. Aufgrund des „Imperialismus der mächtigen Naturwissenschaften“ kam es in der zweiten Hälfte des 19. Jahrhunderts zunehmend zu einer Verachtung der Philosophen. Diese ergriff auch die Wissenschaften, die die menschliche Natur untersuchten wie die Psychologie und nötigte sie zu einem Bruch mit der spiritualistischen Philosophie, um ihre wissenschaftliche Reputation zu retten. Die Natur wurde nun zunehmend in physikalischen, chemischen und thermodynamischen Kategorien begriffen. Seit dem ausgehenden 19. Jahrhundert wurde auch die naturgeschichtliche Komponente der Naturphilosophie in die Evolutionstheorie integriert.
Gegen den Materialismus, zugleich aber auch gegen die Hegelschule und die religiösen Weltdeutungen wandten sich die Vertreter des Neukantianismus um 1860. Zu nennen ist hier neben Helmholtz Friedrich Albert Lange. Der Neukantianismus entschärfte den Kampf der Weltanschauungen und brach mit der idealistischen Philosophie, indem er das Reich des Geistes von der Welt der Naturwissenschaft getrennt darstellt.

### 20. und 21. Jahrhundert
Im Zuge der Entstehung neureligiöser und mystischer Strömungen zu Beginn des 20. Jahrhunderts – ein Reflex auf die sinkende Bindungskraft positiver Religion bei anhaltenden religiösen Bedürfnissen – verbreitete sich der Monismus in Form eines pantheistischen Naturglaubens als Gegenposition zum starren Materialismus und Darwinismus und führte zu einer Renaissance der Naturphilosophie. Davon zeugen die zahlreichen Schelling-Studien, ein neu erwachendes Interesse für Spinoza und Goethes Naturphilosophie sowie die Rezeption der Lebensphilosophie. Doch verband sich die Wiederbelebung des Gedankens des Parmenides von der Einheit von Sein und Denken oder der Idee eines beseelten Weltalls von Giordano Bruno meist mit einer Frontstellung gegen die moderne Naturwissenschaft.
Mit der Technisierung und Modernisierung der deutschen Wirtschaft und Gesellschaft traten nach dem Ersten Weltkrieg international wieder pragmatische Aspekte der Beherrschung der Natur und die Frage nach einer sicheren Begründung der Methodik der Naturwissenschaften in den Vordergrund, auch wenn aus politischen Gründen in Deutschland nach 1933 vehement am Lebensbegriff festgehalten und dieser ideologisch mit dem Rassebegriff verknüpft wurde.
Im internationalen Maßstab wurde die Naturphilosophie in der zweiten Hälfte des 20. Jahrhunderts vor allem durch die Wissenschaftstheorie und Wissenschaftsphilosophie geprägt. Dazu gehören die Biophilosophie, die Umweltethik, die Evolutionäre Erkenntnistheorie, die davon ausgeht, dass die apriorischen Voraussetzungen der Erkenntnis der Realität sich im Verlauf evolutionärer Anpassungsprozesse entwickelt haben, also ein Teil der Naturgeschichte sind, aber auch die Technikphilosophie.
Im Bereich der analytisch geprägten Philosophie beziehen sich aktuelle Lehrbücher und Einzeldebattenstränge auf Teilthemen der Philosophie der Physik als Grundlagenwissenschaft der Naturwissenschaften und auf die Rekonstruktionen und Interpretationen weiterer naturwissenschaftlicher Disziplinen wie etwa innerhalb der Philosophie der Biologie.
Die gesellschaftliche Relevanz des Naturbegriffs trat in solchen Prägungen eher in den Hintergrund. Ein disziplinärer Hort der Naturphilosophie, die sich auch mit lebenspraktischen Ontologien beschäftigt, ist weiterhin die Phänomenologie.
Zu den deutschen Naturphilosophen der zweiten Hälfte des 20. Jahrhunderts gehören Adolf Meyer-Abich, Georg Picht, Hans Jonas, Carl Friedrich von Weizsäcker, Klaus Michael Meyer-Abich, Lothar Schäfer, Gernot Böhme und Michael Drieschner. Auch im Nachlass von Paul Feyerabend fand man ein unabgeschlossenes Manuskript mit dem Titel Naturphilosophie.
In neuerer Zeit wenden sich verschiedene Autoren wieder, wie schon einmal vor 100 Jahren, der Naturphilosophie Schellings zu. Deren Aktualität wird nun aber darin gesehen, dass die natura naturans und ihre Produkte   in der natura naturata als Vorahnung moderner Konzepte der Selbstorganisation gedeutet werden können. Mit Schelling, der als erster verstanden habe, dass Natur nur als sich entwickelnde Natur zu verstehen ist, fragt etwa Iain Hamilton Grant danach, wie die Vernunft in die Natur gekommen sei. Für ihn ist die Naturwissenschaft eine produktive Kunst, eine Form des noch nicht Gewussten, die selbst das Produkt der Naturkräfte ist, die sie analysiert. Grant kann als Begründer eines antiszientistisch-metaphysischen Neovitalismus gelten, indem er wie Gilles Deleuze die Metaphysik des Werdens in der Natur selbst verortet. Er versteht diese nicht als Ansammlung von physikalischen Partikeln, sondern als indeterminiertes Kräftepotenzial, als Ausdruck eines elementaren Prozesses des Werdens, ohne wie Kant danach zu fragen, welchem Zweck die Abweichungen von der Rigidität der mechanischen Prozesse dienen.